# Baucau
Baucau er den næststørste by på Østtimor med et indbyggertal på omkring 14.961 (2015) personer.
| Geografi/geologi | Spire Denne artikel om geografi er en spire som bør udbygges. Du er velkommen til at hjælpe Wikipedia ved at udvide den. |